# Centro médico rey Hussein
El Centro médico rey Hussein (en árabe: مدينة الحسين الطبية) es un complejo médico de cinco hospitales situado en Amán, la capital de Jordania.
El complejo médico incluye cinco hospitales y un centro de referencia para los estudios de laboratorio a nivel regional:
- El Hospital Al-Hussein establecido en 1973.
- El Centro de rehabilitación real establecido en 1983.
- El Instituto del Corazón Reina Alia establecido en 1983.
- El Centro para la investigación y laboratorio de ciencias Princesa Iman.
- El Centro de Urología y Trasplante de Órganos Príncipe Hussein.
- Hospital pediátrico Reina Rania.